# 7,62 × 39
7,62 × 39 (M 43) je puškovni naboj srednje moči sovjetskega porekla, ki izvira iz leta 1943.
Razvit je bil za potrebe bojišča po vojaški puški, ki bi imela večjo kadenco od tedanjih repetirk. Na osnovi tega naboja je bila razvita polavtomatska puška Simonov SKS-45 (papovka), mitraljez RPD in nato še jurišna puška kalašnikov. Prav slednje so povzročile, da se je naboj M 43 uveljavil povsod po svetu, sprva le v državah Varšavskega sporazuma, kasneje pa še drugod. Zaradi izredne priljubljenosti puške AK-47, pa tudi na račun praznjenja vojaških zalog, je postal ta naboj eden najbolj razširjenih na svetu.
Posebnost naboja je tulec s precejšnjim konusom v primerjavi z ostalimi podobnimi naboji, zaradi česar je tudi nabojnik AK-47 precej ukrivljen. Zaradi konusa je izvlačenje praznih tulcev dokaj enostavno tudi v primeru umazanega ležišča naboja. Energija krogle je zadovoljiva tudi na večjih razdaljah, kar omogoča lažje streljanje skozi ovire, vendar se z razdaljo, sploh nad 300 m, padec krogle začne hitro povečevati.
Naboj 7,62 × 39 ostaja kljub uvedbi novejših nabojev eden najpogosteje uporabljenih še danes, v Rusiji pa je bil nadomeščen z nabojem 5,45 × 39.

## Jugoslavija
1. 5,45 × 39
2. sovjetski 7,62×39 M43
3. jugoslovanski 7,62×39 M67
4. lovski 7,62×39 z JSP kroglo
5. 7,62×54 R

V Jugoslaviji je bil naboj 7,62 × 39 uveden leta 1959, s papovko M59. Leta 1967 so sovjetski bojni naboj rahlo predelali in mu dali naziv M67. Ta je uporabljal bolj nestabilno kroglo, ki se je ob zadetku prej začela prevračati in s tem povzročila večje rane. Poleg bojnega naboja so razvili še šolskega (M65), manevrskega (M68), vežbalnega (M76), markirnega (M78), podzvočnega (M78), prebojno-zažigalnega (M82) in tromblonskega za Tromblon M60.
| Različica | Tip naboja         | Masa krogle | Polnilo              | Skupna masa | Skupna dolžina | Hitrost na ustju |
| --------- | ------------------ | ----------- | -------------------- | ----------- | -------------- | ---------------- |
| M67       | krogleni (bojni)   | 8 g         | 1,68 g nitroceluloze | 17,35 g     | 55,8 mm        | 733 m/s          |
| M68       | manevrski          | /           | 0,76 g nitroceluloze | 8,8 g       | 49 mm          | /                |
| M78       | markirni           | 7,7 g       | 1,5 g nitroceluloze  | 16,53 g     | 55,8 mm        | 706 m/s          |
| M78       | podzvočni          | 11,8 g      | 0,6 g nitroceluloze  | 21,4 g      | 55,8 mm        | 300 m/s          |
| M82       | prebojno-zažigalni | 7,55 g      | 1,7 g nitroceluloze  | 17 g        | 55,8 mm        | 733 m/s          |
| ?         | tromblonski        | /           | 2,38 g nitroceluloze | 11,3 g      | 55,5 mm        | /                |

## Orožje, ki uporablja ta naboj
| Puške: - SKS in papovka - kalašnikovke (družina AK-47) kot npr. Zastava M70 | Mitraljezi: - RPD - RPK in Zastava M72 |